# Революція на граніті
Студе́нтська револю́ція на грані́ті — кампанія широкомасштабних акцій ненасильницької громадянської непокори, заздалегідь організована українською молоддю, переважно студентами. Протести тривали з 2 по 17 жовтня 1990 року в УРСР. Стрижнем протестних подій було студентське голодування на площі Жовтневої революції в Києві (нинішньому Майдані Незалежності). Протести завершилися підписанням постанови Верховної Ради УРСР, яка гарантувала виконання вимог учасників протесту.

## Мета
Головними вимогами молоді були:
- недопущення підписання нового союзного договору;
- перевибори Верховної Ради УРСР на багатопартійній основі не пізніше весни 1991 року;
- повернення на територію УРСР українських солдатів, а також забезпечення проходження військової служби юнаками-українцями винятково на території республіки;
- націоналізація майна Компартії України й ЛКСМУ;
- відставка голови Ради Міністрів УРСР Віталія Масола.

## Передісторія
У 1985 році до влади в СРСР прийшов Михайло Горбачов і почав упроваджувати реформи, які призвели до того, що комуністична верхівка почала більш лояльно й терпимо ставитися до своїх ідеологічних супротивників, тому колишні дисиденти й національно свідома молодь активізувалися й змогли відкрито проводити свою діяльність. Виникали організації національно-демократичного спрямування, найпопулярнішими були такі як Народний рух України, Українська Гельсінська спілка, Українська студентська спілка, Студентське братство, СНУМ (зараз СУМ) та інші. Багато студентів, які наприкінці вісімдесятих почали навчатися в КНУ ім. Шевченка, були романтизовані боротьбою за незалежність, прийшли навчатися з чутками, що десь в університеті є залишки підпілля. Але його не знайшли, тож почали створювати власну організацію
У країні тоді існували глибокі економічні проблеми, яким не могла зарадити навіть політика гласності. Планова економіка орієнтувалася здебільшого на військово-промисловий комплекс. Через це був наявний дефіцит елементарних побутових речей, а також харчових продуктів. Це все породжувало негативні настрої в суспільстві та критичне ставлення населення до існуючої влади. Панівна роль компартії, підпорядкування їй усіх сфер життя не відповідали потребам переважної більшості населення й були неспроможні змінити наявну соціально-економічну ситуацію, щоб задовольнити зокрема й елементарні споживчі потреби людей. У значної кількости людей, зокрема в молоді, були відсутні можливості повноцінно жити за тогочасної системи державної влади. Перебудова не вдавалася. Постала необхідність рішучих дій.
У 1990 році відбулися вибори до Верховної Ради УРСР, на яких парламентську більшість утворили комуністи («Група 239»), а демократи, сформувавши Народну Раду, зрештою мали 126 мандатів. Після проведення виборів їхня громадянська активність помітно зменшилася, натомість молодь вважала, що третина голосів демократів у Верховній Раді не є перемогою, адже для ухвалення рішень потрібна більшість голосів. Ця думка, висловлена Олесем Донієм на конференції НРУ, спричинила спротив у зали. Тому студенти вирішили активізувати власні дії.

## Підготування до акції
Задум проведення акції, основою якої мало стати студентське голодування, виник у середовищі київської Української Студентської Спілки та «Студентського Братства Львівщини». Добрі стосунки між членами організацій і високий рівень організаційної підготування стали запорукою успішного здійснення акції. Одностайно визначили день початку акції, форми, методи, вимоги. Зокрема, кияни висунули три основні вимоги: перевибори ВР УРСР, націоналізація майна КПУ й ЛКСМУ, недопущення підписання нового союзного договору, а львів'яни додали ще дві: відставка Масола й ухвалення рішення про військову службу громадян УРСР винятково в межах республіки. Маркіян Іващишин пояснив першу вимогу тим, що завершення акції має бути ознаменоване якоюсь вагомою жертвою з боку органів влади, адже решту вимог неможливо було виконати одразу, була потрібна демонстрація капітуляції. Суперечливим був і сам стрижень — голодування — особливо серед киян, але врешті-решт студенти досягли згоди. Як згадує Михайло Свистович, який спочатку вважав проведення акції невчасним, — голодування є таким засобом, який можна використати лише один раз, бо потім до нього звикають, але для України це було новим, тож, відповідно, доволі потужним інструментом. Студенти розуміли, що неузгодженість може загрожувати успіхові акції, тому після обговорень просто об'єднали вимоги. Акцію планували розгорнути на площі Жовтневої революції, розгорнувши наметове містечко.
Одноголосно ухвалили рішення про вибір співголів, якими стали Олесь Доній (голова київської УСС), Маркіян Іващишин (голова СБ Львова) та Олег Барков (голова Дніпродзержинської УСС), хоч, як згадує Володимир Гінда, троє співголів було лише де-юре, де-факто лідерами були Іващишин і Доній.
Підготування до протесту не відбувалося спокійно. Від імені УСС поширювалася газета під назвою «Славута», де зазначалося, нібито лідер Української республіканської партії Левко Лук'яненко придбав на кошти партії власний будинок, а членів Спілки Незалежної української молоді використовував як робочу силу. Але в наступний же день УСС та УРП спільно влаштували пікет КДБ. Також влаштовувалися проблеми з телефонним зв'язком, коли до представників УСС Києва не могли додзвонитися.
Багато рішень були відносно законспіровані, студенти боялися зрадників у своїх лавах, (як потім виявилося, не дарма), тож навіть про остаточне місце здійснення акції знали лише кілька людей.

## 16 днів на граніті
Дата початку акції була запланована на 1 жовтня, але в цей день опозиційні сили проводили черговий всеукраїнський страйк, який запам'ятався лише демонстраціями вулицями Києва. Кілька груп студентів, зокрема група студентів із Дрогобича — близько 20 осіб Студентського Братства «Каменяр» — приїхали у Київ напередодні, 1 жовтня.

### 2 жовтня
Оскільки планувалася акція ніби-то в Маріїнському парку, багато студентів були здивовані, а дехто навіть ображений, коли 2 жовтня дізналися про зміну місця «дислокації». Але суперечок не було, всі рішення співголів виконувалися з репліками на кшталт «Добре, ти сказав! Потім сам будеш розгрібати», бо було розуміння, що необхідно все виконувати скоординовано. Серед ображених були, зокрема, кияни. Але це рішення виявилося важливим, бо в Маріїнський парк були стягнені значні сили правоохоронних органів.
Отож кілька десятків студентів групами по двоє-троє стягнулися до 10 години на площу Жовтневої революції (нині Майдан Незалежності) у Києві та оголосили про початок голодування, висловили вимоги. Хто прийшов прямо з потяга, хто з університету. Більшість становили студенти з Києва, Львова, Дрогобича та Дніпропетровська. Одразу до молоді прийшли представники міліції та попередили, що у разі встановлення намету студентів зметуть з плацу. По вулиці Жовтневої революції (нині Інститутській) за готелем «Москва» (нині готель «Україна») були сконцентровані десятки міліцейських автомобілів та автобусів. Студентам довелося пережити боротьбу нервів, і це їм вдалося, адже передбачалося, що, можливо, перший загін заарештують, тому до нього входили лише психологічно загартовані активісти та лише хлопці. Весь день вони просиділи на спальниках і матрацах, тримаючи в руках плакати, а рівно о 20 годині протягом 2-3 хвилин були зведені намети. До кінця дня голодувати почало 108 студентів.
О 24 годині президія міськради Києва видала рішення, в якому зокрема надавався дозвіл на проведення на площі Жовтневої революції масових заходів без санкції влади, хоч і заявляла про «засудження провокаційних насильницьких дій до працівників міліції», яких, зрозуміло, не було. Потім Маркіян Іващишин згадував, що в них було відверте здивування такому «ліберальному» ставленню, здавалося неочікуваним, що нікого не розігнали в перший же день акції.

### 3 жовтня
Зранку 3 жовтня до табору завітали представники ВР УРСР (зокрема Ігор Юхновський), Укрпрофради, Міністерства вищої та середньої освіти. Два депутати (члени Народної Ради), запросивши Донія, Баркова й Іващишина до авто і вислухавши вимоги, попросили відкликати вимогу про перевибори, з чим співголови були категорично не згодні. В наступні дні депутати-демократи також відвідували табір, але з ними рідко вели розмови студенти, часто просто вели дебати між собою в центрі табору.
Того ж дня всі голодуючі пройшли реєстрацію в таборі, по черзі на медичному авто вирушали до 14-ї лікарні. Персонал поставився до студентів надзвичайно привітно. Медиками надавалася максимальна медична допомога голодуючим, здійснювалося промивання кишки та щоденно брався аналіз крові на цукор, чим і унеможливлювалося споживання студентами будь-якої їжі чи калорійних напоїв, бо це було б одразу виявлено.
Станом на 3 жовтня налічувалося 49 наметів, голодували 137 чоловік, зокрема і Неоніла Крюкова, народна артистка України.

#### Організація наметового містечка
У наметовому містечку були забезпечені порядок, дисципліна, давалися взнаки місяці підготовки. Усі рішення щодо життя наметового містечка, протестів приймалися колегіально Координаційною радою табору, основні питання вирішували до 12 студентів за наявності кворуму. Всередині було велике штабне шатро, інші ж встановлювалися навколо в ряди з однаковими проміжками. Були також намети для прес-групи (за зв'язок з пресою відповідали Сергій Бащук та Олег Кузан) та медслужби (керівники — Тарас Семущак та Олег Тягнибок). Все це було обгороджене мотузками, закріпленими на кілках, по периметру чергували охоронці (керівником охорони табору був Андріан Кліщ, який ще й відповідав за спілкування з міліцією), які вирізнялася чорними пов'язками на голові (ті, хто голодував, носили білі), для них були організовані безкоштовні обіди у будинку профспілок. Кожен учасник акції реєструвався і мав перепустку. Кияни безперервно несли теплі речі, окріп, зокрема за розпорядженням секретаря парткому КПІ В. Крючкова привезли розкладачки. Через гучномовці оголошувався відбій та підйом. Організовувалися пікетні групи, які рушали до стін найсильніших університетів Києва і закликали студентів страйкувати і йти на Хрещатик. Студенти заходили в аудиторії і під час лекції їм надавали можливість висловити свої вимоги, закликати підтримувати. О 10 годині мали розпочинатися мітинги біля наметового містечка, Хрещатик перекривався, що створювало проблеми для транспорту, зокрема тоді ще вулицею ходили тролейбуси, тож колона порожніх стояла до пізнього вечора.

### 4 жовтня
Почали прибувати більше студентів з Івано-Франківська, Сум, Рівного, Полтави, Дрогобича, Вінниці, Тернополя, більшало й киян. Голодувало вже 151 особа, 131 забезпечували обслуговування.

### 5 жовтня
До табору завітав Леонід Кравчук, з яким вели перемовини Доній та Іващишин. Обговорювалася ситуація, що була на той час у республіці та вимоги — студенти бажали зустрічі за «круглим столом». Консенсусу досягти не вдалося, обидві сторони розійшлися невдоволеними, на думку співголів, Кравчук говорив багато, але в його словах не було жодної конкретики. Але важливим стало транслювання цієї зустрічі по телебаченню, люди зрозуміли, що в Києві зібралися не екстремісти, як провадила комуністична верхівка, а звичайні хлопці та дівчата.
У 90 % голодуючих зафіксована підвищена температура.

### 6 жовтня
6 жовтня у палаці «Україна» відбулися урочисті збори учасників ДСВ, на яких були присутні й військові, комсомольці, суворовці. Після зустрічі ветерани пройшли ходою до площі Жовтневої революції, планували пройти і наметовим містечком, змітаючи його при цьому, покласти квіти до пам'ятника Жовтневої революції (зараз там ТЦ «Глобус»). Але на захист студентів вийшло до 50 тисяч киян. Охорону забезпечували також студенти й міліція. У підсумку лише дві бабусі обійшли містечко і поклали квіти до підніжжя пам'ятника. Як сказав Роман Іваничук, «саме тоді відбувся крах комуністичної партії…».

### 8 жовтня
Комісія, яка працювала за дорученням Верховної Ради, доповіла, що кількість голодуючих становить 158 людей з 24 міст республіки. На повідомлення, що здоров'я студентів гіршає, холод і хвороби можуть призвести до трагедії, в залі на сесії деякі депутати розсміялися. Один навіть при виступі звинуватив студентів у шантажі та тиску на парламент, його ще й підтримали оплесками. Це транслювалося по телевізору. Після цих подій республікою покотилася масова хвиля виходу з лав КПРС.
Наметове містечко відвідав відомий український письменник Олесь Гончар, визнав у них свою молодість, визнав вимоги студентів цілком справедливими. Наступного дня вийшов з лав КПРС, мотивуючи рішення тим, що «з такими, з безмежно жорстокими, що глумливим сміхом зустрічають трагедію власного народу, страждання дітей України, я не хочу мати нічого спільного».

### 9 жовтня
Відбувся «круглий стіл», в якому взяли участь делегація від ВР та від студентів. Першим виступив Олесь Доній, оголосив відомі вже вимоги, але депутати не змогли нічого конкретного відповісти, тому «стіл» перетворився на інтерв'ювання студентів. Ігор Юхновський, член НРУ, подякував студентам за мужність і активність і закликав припинити голодування, якщо буде ухвалено рішення про непідписання союзного договору та про відбування військової служби українців лише в межах республіки. Леонід Кравчук обіцяв поставити на голосування питання про недовіру Масолу, показати стіл по телебаченню без купюр, але слова не дотримав, передача вийшла з купюрами.

### 10 жовтня
На площі з'явилася підсилювальна радіоапаратура, мітинги у наметовому містечку почали проводитися більш організовано.
Леонід Кравчук намагався виконати обіцянку, дану студентам і поставити на таємне голосування питання про недовіру Голові уряду Віталію Масолу. Але депутати почали «вести дебати», зрештою Кравчук поставив на відкрите голосування питання про внесення у порядок денний сесії обговорення студентських вимог, але «За» проголосував лише 161 депутат.
Держтелерадіо УРСР заблокували студенти, найбільш радикально налаштовані депутати пройшли всередину, їм дали 10 хвилин прямого ефіру, скориставшись технічною паузою. Віктор Бедь зачитав заяву опозиції, 9 депутатів Верховної Ради оголосили голодування на підтримку студентських вимог. Через пів години перервали планову передачу, Кравчук виступив, інтерпретуючи обстановку по-своєму. Згодом 25 працівників Держтелерадіо написали заяву про департизацію українського телебачення і радіомовлення, припинили членство в КПРС.

### 11 жовтня
У малому залі Будинку профспілок відбулася пресконференція лідерів студентства за участю Олеся Донія, Олега Баркова, Ігоря Коцюруби, Олега Кузана, Сергія Бащука, які повідомили про посилення активності студентських організацій через те, що влада не прислухається до їх вимог. Також лідери повідомили про планування маніфестацій на понеділок, 15 жовтня.

### 12-14 жовтня
Зранку з табору почали відряджатися пікетні групи в київські ВНЗ, звідки назад рушали численні колони. О 10 годині Хрещатик було перекрито і розпочалися мітинги. Студенти прийняли дві резолюції: у першій підтримали всі вимоги голодуючих, у другій вимагали доступу протестуючим до прямого ефіру задля роз'яснення власної позиції перед народом.
Того ж дня Петро Кагуй, один із лідерів міжпартійної асамблеї, закликав студентів іти до заводу «Більшовик» (знаходиться за понад шість кілометрів від наметового містечка), де начебто мала бути проведена зустріч з Леонідом Кравчуком. Як виявилося, це була провокація, однак керівництву табору вдалося стримати падіння духом від марної ходьби, тому Олесь Доній сказав, що з Кравчуком «розмовляти все одно нема чого», тому ліпше повернутися і вимагати прямого телеефіру. Після цього інциденту рішення приймали лише співголови.
Маркіяна Іващишина, який мав від'їхати на кілька днів до Львова, замінив Ігор Коцюруба.
У наступні дні страйк студентів триває, пікетні групи продовжують свої походи до київських вишів, долучалися студенти Львова, Тернополя, Івано-Франківська. Хрещатик був перекритий за допомогою розкладачок. На 15 жовтня готувався масовий страйк, поширювалися листівки з закликом прийти на Майдан Незалежності об 11 годині.

### 15 жовтня
Студенти підтримали страйк, численні колони студентів рушали з різних кінців Києва, по дорозі закликаючи підтримати. О десятій годині було сформовано загальну колону, яку з усіх боків оточував живий ланцюг студентів-охоронців. Вона рушила до Верховної Ради, де через півтори години оточила її з боку вулиці Кірова (нині Михайла Грушевського, відома подіями Євромайдану). Почався мітинг, люди скандували «Україні — волю», «Кравчук, ми прийшли!».
До Києва було стягнено правоохоронні органи, з'явилися машини з водометами поруч із Майданом Незалежності. Вхід до Верховної Ради охороняла шеренга міліції. Студенти були поділені на групи, кожна мала керівника. Ігор Коцюруба поговорив з кожним, коли було подано сигнал про натиск, шеренгу міліції було прорвано, студенти отримали шанс зайняти приміщення Верховної Ради. Однак керівники, які виношували цю ідею, не попередили завчасно пробивні групи, тож до входу в приміщенні ніхто не дійшов, міліція утворила новий заслін між ним і студентами.
Співголів запросили до парламенту. Там вони вирішили, що піде Олесь Доній. Він виголосив вимоги щодо одногодинного прямого ефіру по телебаченню, радіотрансляції засідання на вулицю Кірова, недоторканості студентів, які залишилися біля входу. Вимоги були задоволені.
Далі частина студентів залишилася біля парламенту разом з голодуючими, більшість на чолі з Олесем Донієм рушила назад до наметового містечка, минула її, дійшла до червоного корпусу університету Шевченка і Доній дав сигнал зайняти будівлю, причому кілька студентів на чолі з Петром Шереверою зайшли туди раніше і мали блокувати спроби зачинити двері, якщо такі відбудуться. Почався «окупаційний страйк», над корпусом підійняли національний прапор, Петром Шеревера був призначений комендантом, порядок у будівлі був забезпечений, страйк мав тривати до закінчення голодування.
Потім відбулася пряма трансляція по телебаченню, на яку прийшли співголови, комендант табору Тарас Корпало та В'ячеслав Кириленко, кожен роз'яснював одну з вимог. Вони також закликали однодумців до всеукраїнського страйку.

### 16 жовтня
Зранку на плацу біля Верховної Ради з'явилося друге наметове містечко в Києві з 11 наметів, де було 45 голодуючих та 11 осіб обслуги. Організатором був львів'янин Ростислав Дідух. Міліція не чинила спротиву, Верховна Рада «дозволила» друге містечко. Загалом в цей день у голодуванні брало участь 298 студентів, 27 осіб голодували з першого дня.
Завдяки виступу по телебаченню наступного дня до акції протесту були готові долучитися не тільки вищі навчальні заклади, а й заводи і фабрики, на мітингу були представники науково-дослідницьких інститутів, зачитувалися революційні звернення від імені заводів. До маніфестації цього дня долучилося 18 вишів, 22 технікуми, 2 училища та 18 шкіл (старшокласники). Знову відбувся мітинг біля Верховної Ради. Повернувся й Маркіян Іващишин, який очолив колону і повів її далі на Лівобережжя, через міст Патона до Ленінградської площі й далі проспектом Миру.
До протестів також долучилося набагато більше людей за межами Києва. У Львові страйкувати почали викладачі, викладачі Львівського медичного університету теж почали голодувати. В кількох містах з'явилися нові наметові містечка.
Як пише Роман Іваничук, у той час багато депутатів-комуністів виявили свою «антилюдяну сутність». Так, депутат з Миколаєва Михайло Башкіров сказав:
Не волнуйтесь — все это скоро кончится, но сколько трупов будет, сколько трупов!
Депутат від Криму Віталій Рева закликав «очистити площу від студентів», «ввести надзвичайний стан в Києві». А в Москві депутат Микола Касьян сказав:
И пускай голодуют, нам будет больше что кушать!..
Продовжувалася «окупація» червоного корпусу, було «взято» і жовтий, деякі корпуси політехнічного інституту. Для запобігання репресіям охорону було організовано за перехресним принципом. Працівників університету в приміщення пропускали, то ж акція мала більше пропагандистський характер. На Вченій раді КДУ хоч і попросили звільнити приміщення, але підтримали вимоги студентів, звернулися до прокуратури, аби та не відкривала кримінальної справи щодо студентів.
Для розгляду вимог була створена погоджувальна комісія Верховної Ради: по п'ять депутатів від більшості та Народної Ради та Іван Плющ як представник президії ВР. На засідання запросили 5 представників голодуючих, прийшли Доній, Барков та прибулий Іващишин, також Сергій Бащук як представник пресслужби табору та Михайло Канафоцький. Всі 16 підписали документ, який передбачав, що в разі задоволення всіх вимог голодуючих голодування припиниться.

### 17 жовтня
Традиційна маніфестація відбулася і цього дня, в голові колони йшли дві черниці з образом святої Богородиці та три священники. У Парламент знову запросили співголів. Після сьомої вечора депутати за пропозицією Кравчука починають голосувати. «Постанову» прийняли: «ЗА» 314, «ПРОТИ» 38. Це було перше успішне завершення протестів останніх років в УРСР. Вона була такою: «Про розгляд вимог студентів, які проводять голодування в м. Києві з 2 жовтня 1990 року» № 402-XII, якою встановила:

1. Стосовно проведення нових виборів:
Впродовж другої сесії Верховної Ради УРСР прийняти Закон про референдум в Українській РСР, Закон про громадські об'єднання та організації в Українській РСР, Закон про статус народного депутата Української РСР, передбачені порядком денним, та Закон про вибори в Українській РСР на багатопартійній основі.
В 1991 році провести в Українській РСР народне голосування (референдум) з питання довіри Верховній Раді Української РСР 12-го скликання і за його результатами вирішити питання про проведення нових виборів до кінця року.
2. Стосовно військової служби громадян України:
Забезпечити проходження строкової військової служби громадянами України поза межами республіки тільки за добровільною згодою громадянина.
З цією метою до 31 грудня 1990 року прийняти Закон про проходження строкової військової служби громадянами України на території республіки, Закон про альтернативну військову службу, а також утворити необхідні державні органи.
3. Стосовно націоналізації майна КПРС та ВЛКСМ на території України:
Відповідно до постанови Верховної Ради УРСР від 15 жовтня 1990 року розглянути на сесійному засіданні висновки Державного арбітражу УРСР, Міністерства юстиції УРСР і Державного комітету УРСР по економіці у питання щодо націоналізації майна КПРС та ВЛКСМ на території України і до 1 грудня 1990 року утворити тимчасову комісію Верховної Ради УРСР з цього питання.
4. Стосовно Союзного договору:
Згідно з Зверненням Президії Верховної Ради УРСР, схваленим Верховною Радою УРСР 15 жовтня 1990 року, спрямувати всі зусилля Верховної Ради УРСР на стабілізацію політичної і економічної ситуації в республіці, на побудову правової суверенної Української держави, прийняття нової Конституції республіки, і поки цього не досягнуто, укладення Союзного договору вважати передчасним.
5. Стосовно відставки Голови Ради Міністрів УРСР:
Взяти до відома повідомлення Голови Верховної Ради УРСР Кравчука Л. М. від 17 жовтня 1990 року стосовно відставки Голови Ради Міністрів УРСР Масола В. А. і вирішити це питання у порядку, передбаченому статтею 97 п. 9, статтею 108 п. 4 Конституції УРСР.
З метою створення правової основи для виконання цієї постанови до 30 листопада 1990 року узгодити чинну Конституцію УРСР з положеннями Декларації про державний суверенітет України.

Після голосування виступив І. Юхновський, який назвав прийняття вимог молоді Верховною Радою унікальним явищем у житті республіки, наголосив, що це зближує депутатів з народом, додає їм великої ваги і авторитету, що в майбутньому буде створена ще не одна погоджувальна комісія для спокійного вирішення проблем, що стоятимуть перед республікою. Висловив подяку і студентам «за їхню витримку, за їхню самопожертву, за їхню стійкість», депутатам, які їх підтримали, і попросив молодь припинити голодування, прибрати наметове містечко і розпочати навчання. Кравчук зазначив, що перемогли «здоровий глузд, згода, тверезість, розум».
Студенти ж зазначили. що боротьба тільки починається, однак обіцянку виконали і припинили голодування. Доній та Іващишин виступили по телебаченню, де зазначили, що «Голодування припиняється. Перемога». Було звільнено корпуси КДУ, політехнічного інституту, розібрано наметове містечко біля Верховної Ради.
Близько 18 години над центральною частиною Києва з'явилася дивна субстанція зі змінним випромінюванням. Ймовірно, це було атмосферне явище, яке часто сприймають за Непізнаний літаючий об'єкт, та людям це додало ентузіазму.

### 18 жовтня
Занять у цей день не відбулося. Об 11 годині розпочався святковий мітинг. Були висловлені слова подяки студентству, наголошено на їх мужності, відвазі, патріотизмі. Ігор Коцюруба ще тоді зазначив: «Подумай, студентство, з ким ти? Будь пильним»,— адже погляди на перемогу в політиків і в молоді були різнобічні, однак це не затьмарило загальне піднесення.
Наметове містечко демонтувалося, хоч і деякі студенти хотіли залишитися, та цього не можна було допустити; студентство мало виконати обіцянку. На завершення акції перед студентством виступили «Мертвий Півень» і Марія Бурмака.

## Значення
«Студентська революція на граніті», що була повністю організована силами студентства, мала на той час небагато аналогів у Європі, зокрема студентські протести у Франції 1968 року. Прямим наслідком київських протестів була відставка голови Ради Міністрів УРСР Віталія Масола та виконання низки вимог мітингувальників. Ці акції та голодування відіграли важливу роль у становленні незалежності України.
Великий вплив події мали і на подальшу активність молоді. Зокрема, багато літератури, привезеної з західних регіонів, розійшлося іншими областями, зокрема, серед сум'ян, членів «Спілки Незалежної Української Молоді „Сумщина“», троє з яких голодувало. Як згадує Віктор Рог, місто тоді було русифіковане й апатичне, навіть жодної української школи не існувало, тож він збирав і передавав додому книги і газети, яких там бракувало і які відіграли згодом важливу роль.
Попри обіцянку не притягувати до кримінальної відповідальності учасників протестів, було відкрито кримінальні справи, зокрема Олеся Донія кинули до Лук'янівського СІЗО, а звільнили згодом під тиском громадськості.

## Учасники
Чимало учасників Студентської революції на граніті й у наступні роки виявляли помітну громадянську активність у різних галузях життя України. Серед них є відомі політики, діячі культури і мистецтва.

## Плакати, гасла
Серед плакатів і гасел учасників:

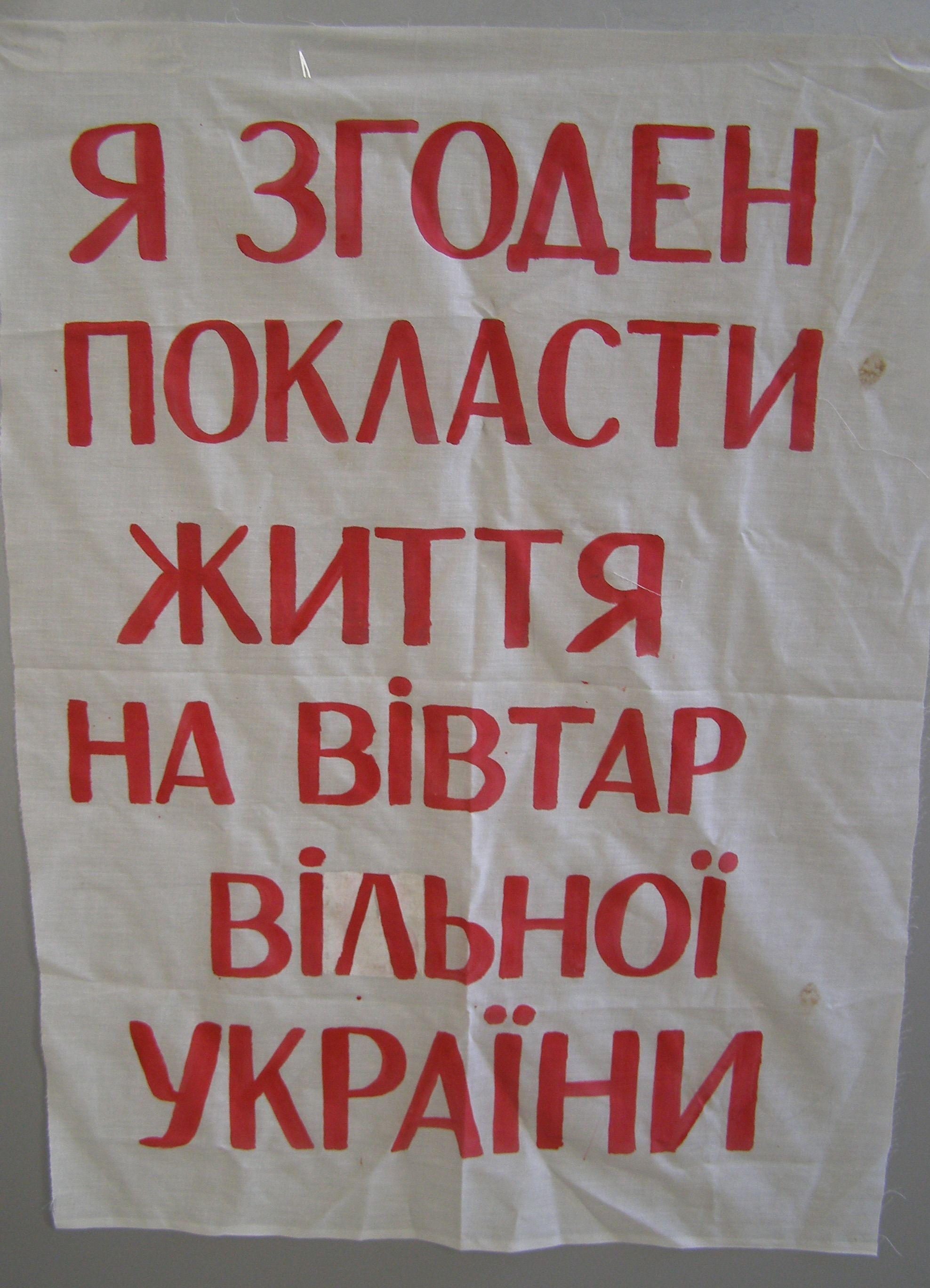
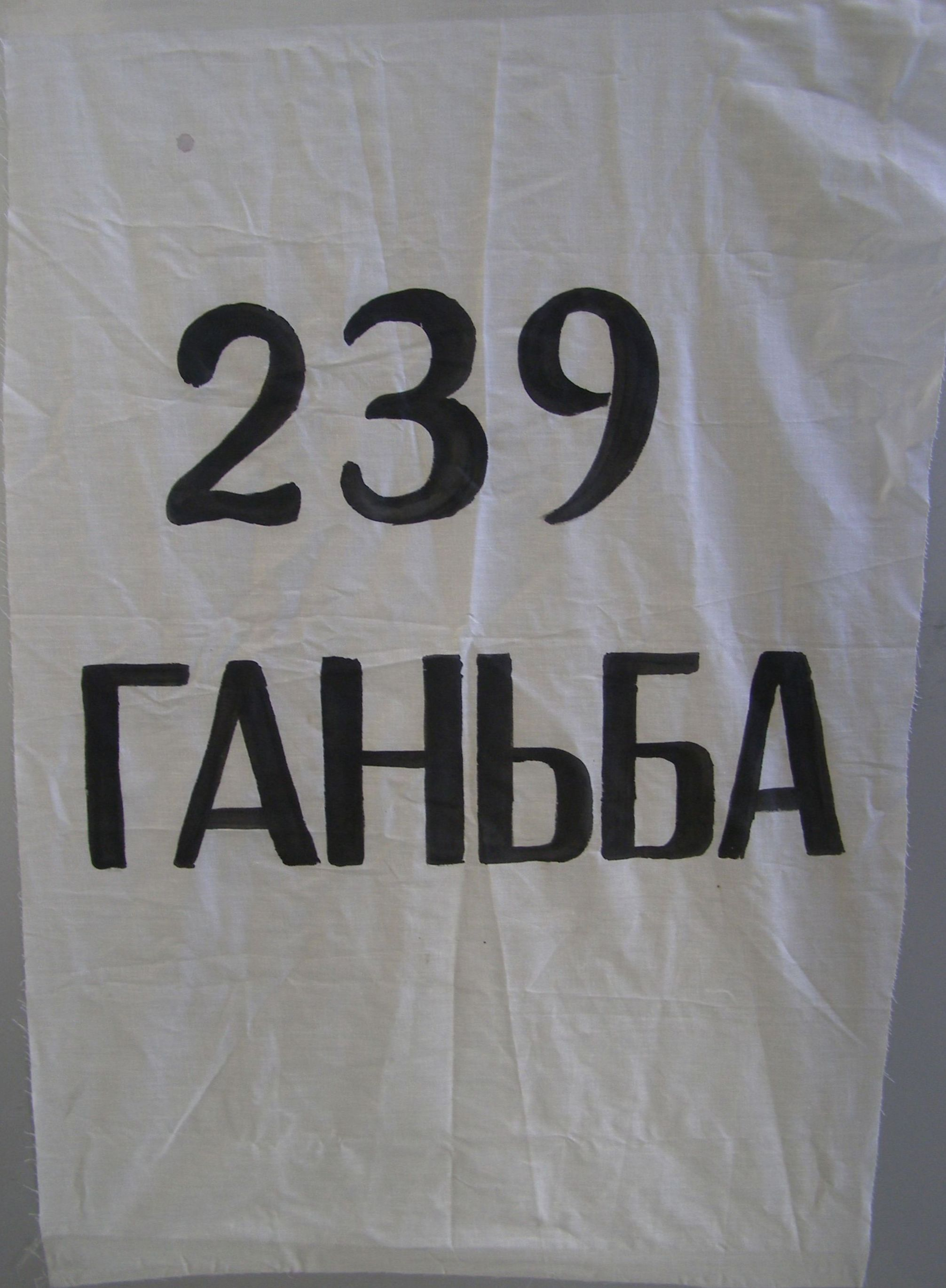
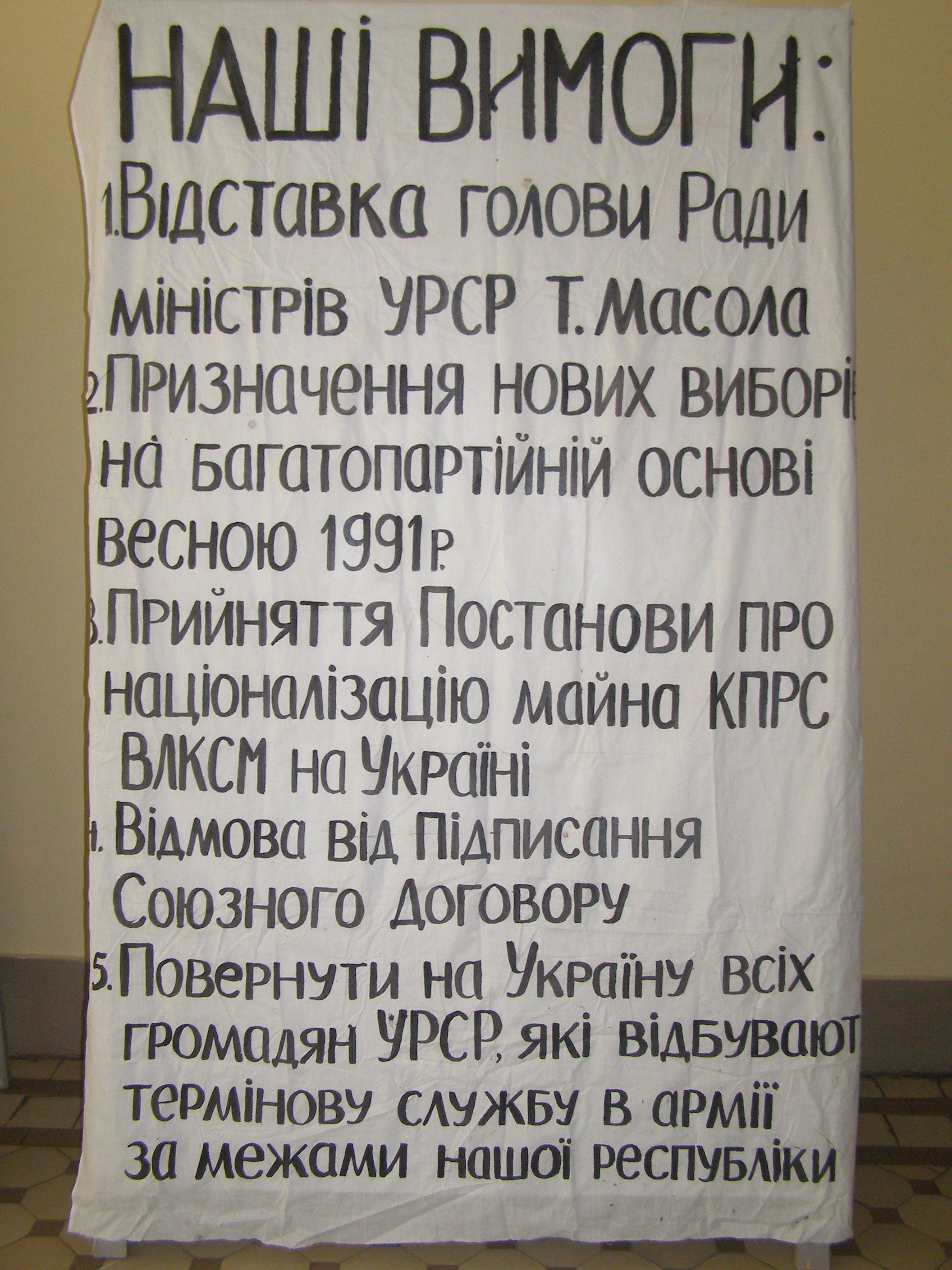
Вимоги учасників голодування
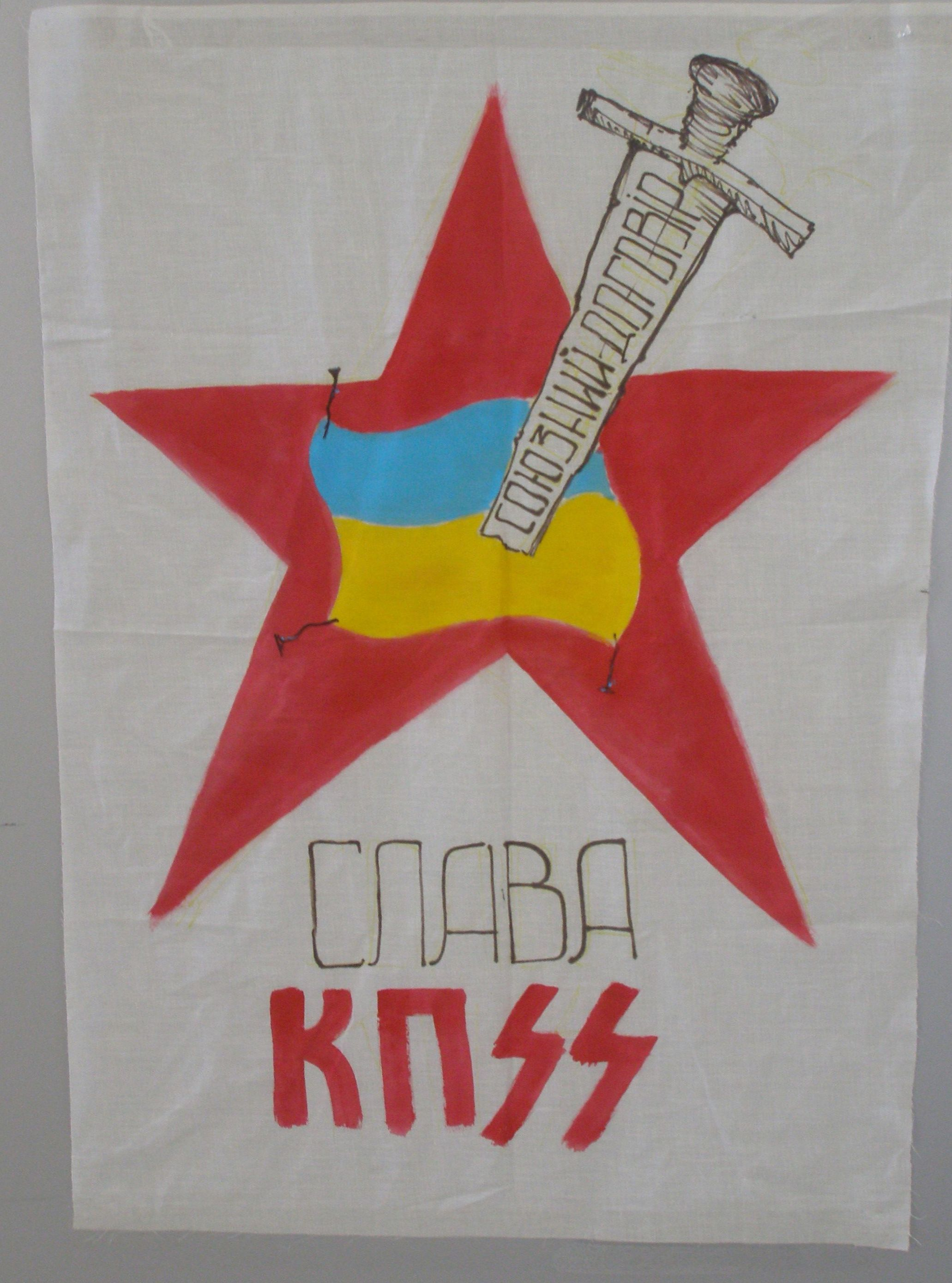
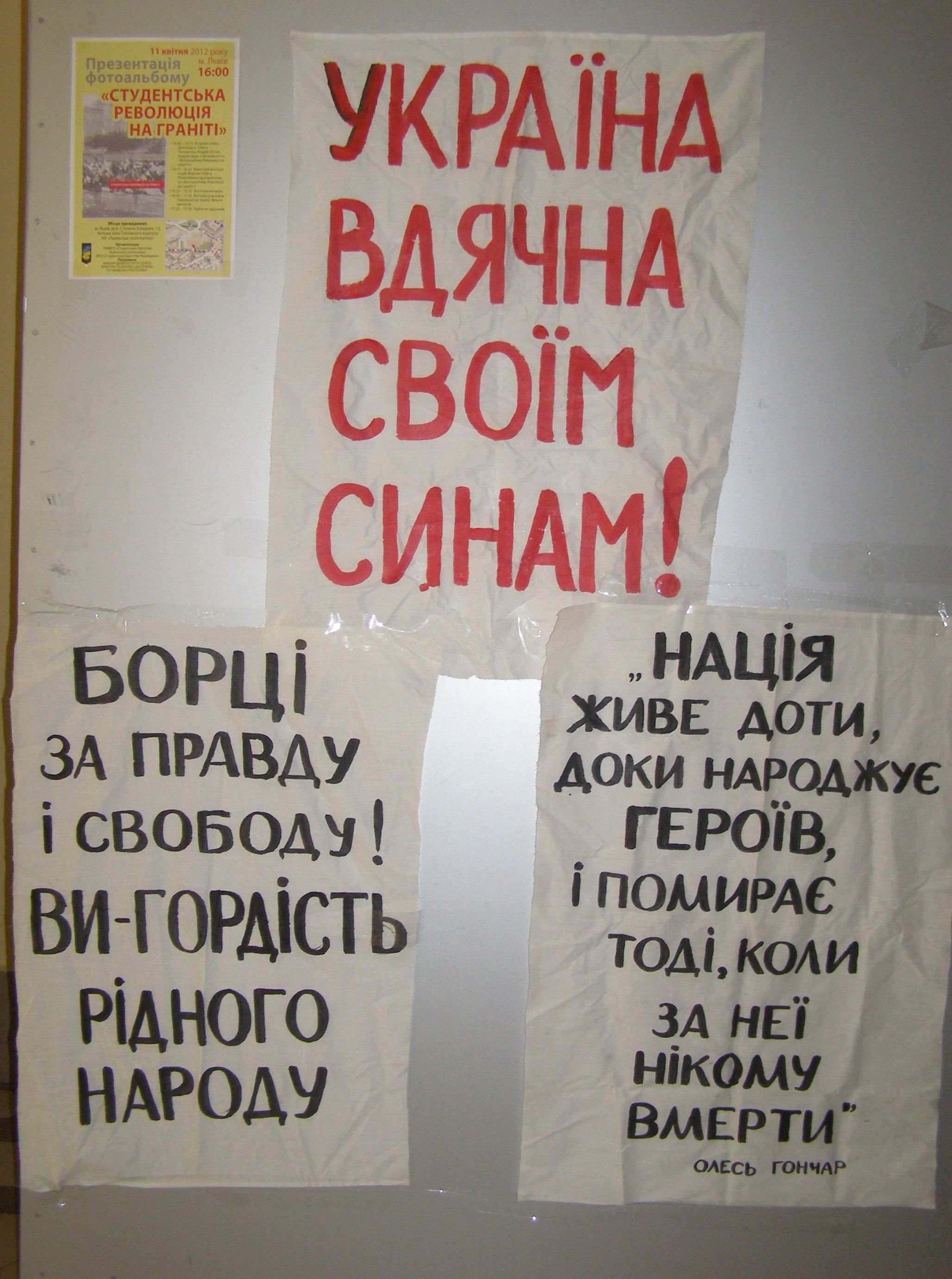
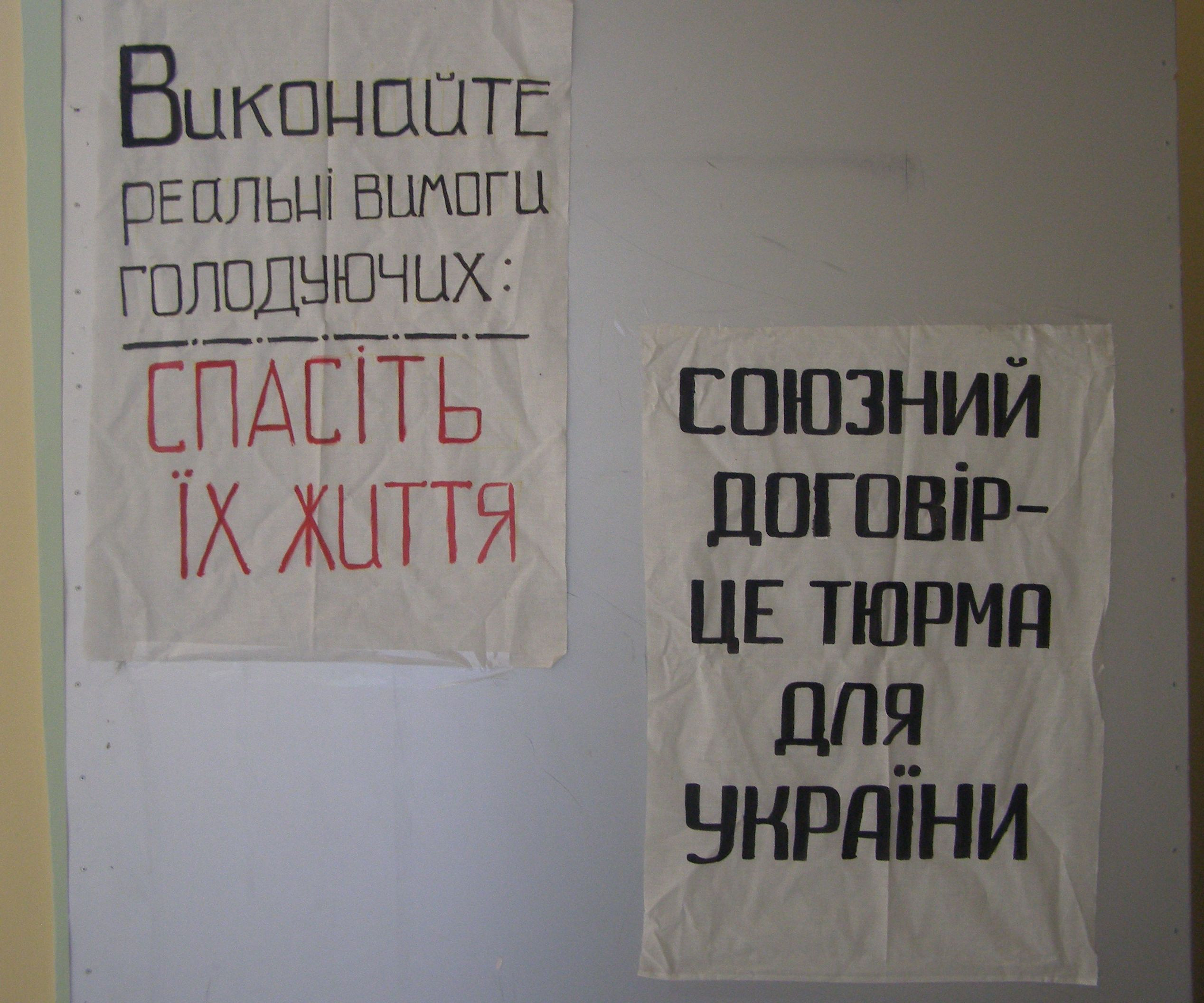

## Пам'ять
- 10 жовтня 2000 року ТК «Золоті Ворота» створила документальний фільм, присвячений 10-річчю голодування.[16]
- 20-річчя «революції» (2010) відзначили фестивалем патріотичної та повстанської пісні «Гайдамака.UA» (ініціатор — Олесь Доній).[17][18]
- 1 жовтня 2015 року Президент України Петро Порошенко видав Указ «Про відзначення 25-ї річниці Студентської революції на граніті»[19]

### Документи
- Лист КДБ та МВС УРСР від 29.09.1990

### Відео
- Д/ф 16 днів. Революція на граніті. (повна версія)
- ТСН: сюжет з архівними кадрами про «революцію на граніті» (2 жовтня 2010)

### Світлини
- Революція на граніті/Revolution on the granite Світлини з голодування
- Фотогалерея на сайті Студентського Братства
- Студентська революція на граніті. Фотоальбом про студентське голодування 1990 року
- 20 років Революції на граніті — Студентське Братство 1990
- Студентське Братство 1990 — Революція на граніті
- Фотохроніка студентської революції 1990-го

## Див.також
- Помаранчева революція
- Революція гідності